# Askersund
För andra betydelser, se Askersund (olika betydelser).

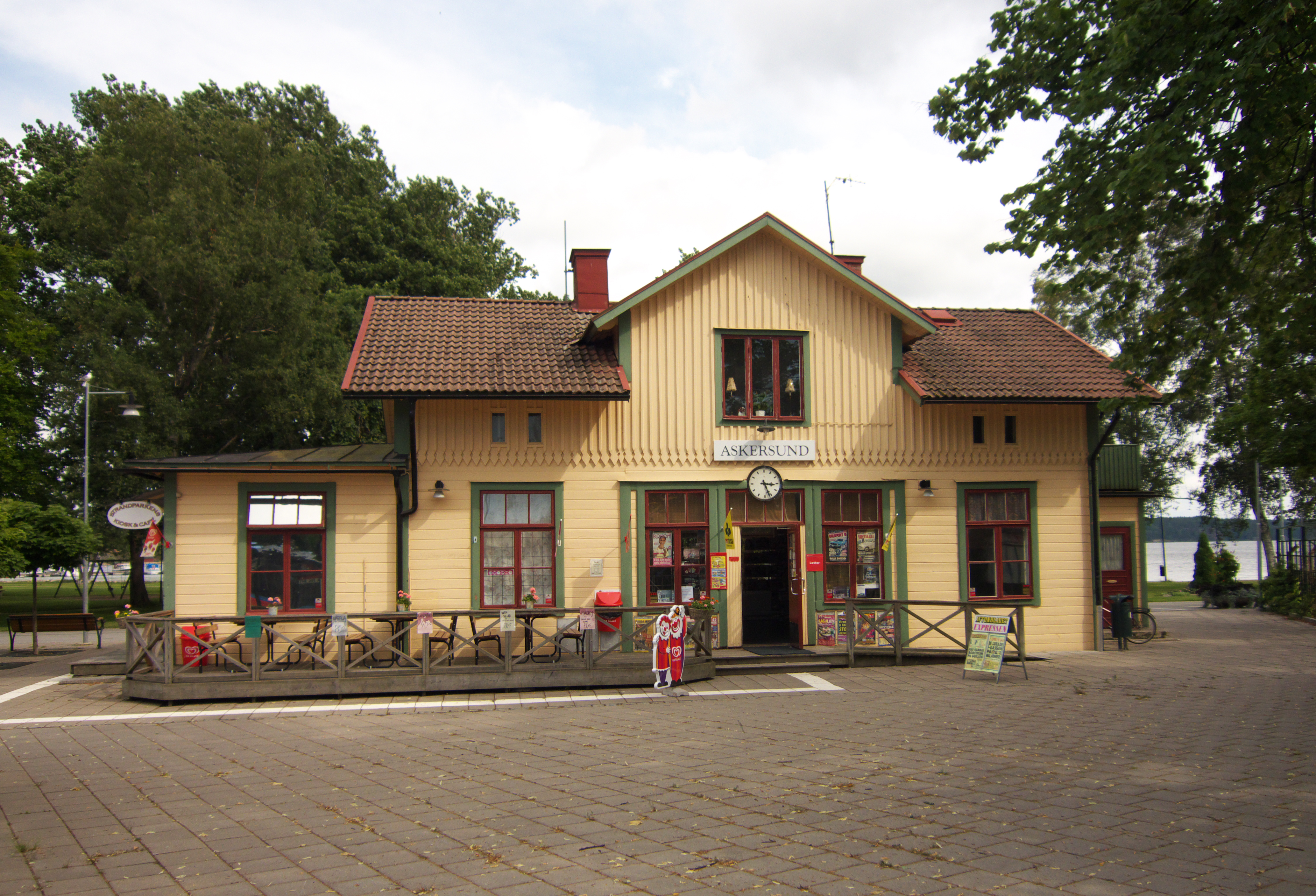
Askersunds före detta järnvägsstation, numera kafé.

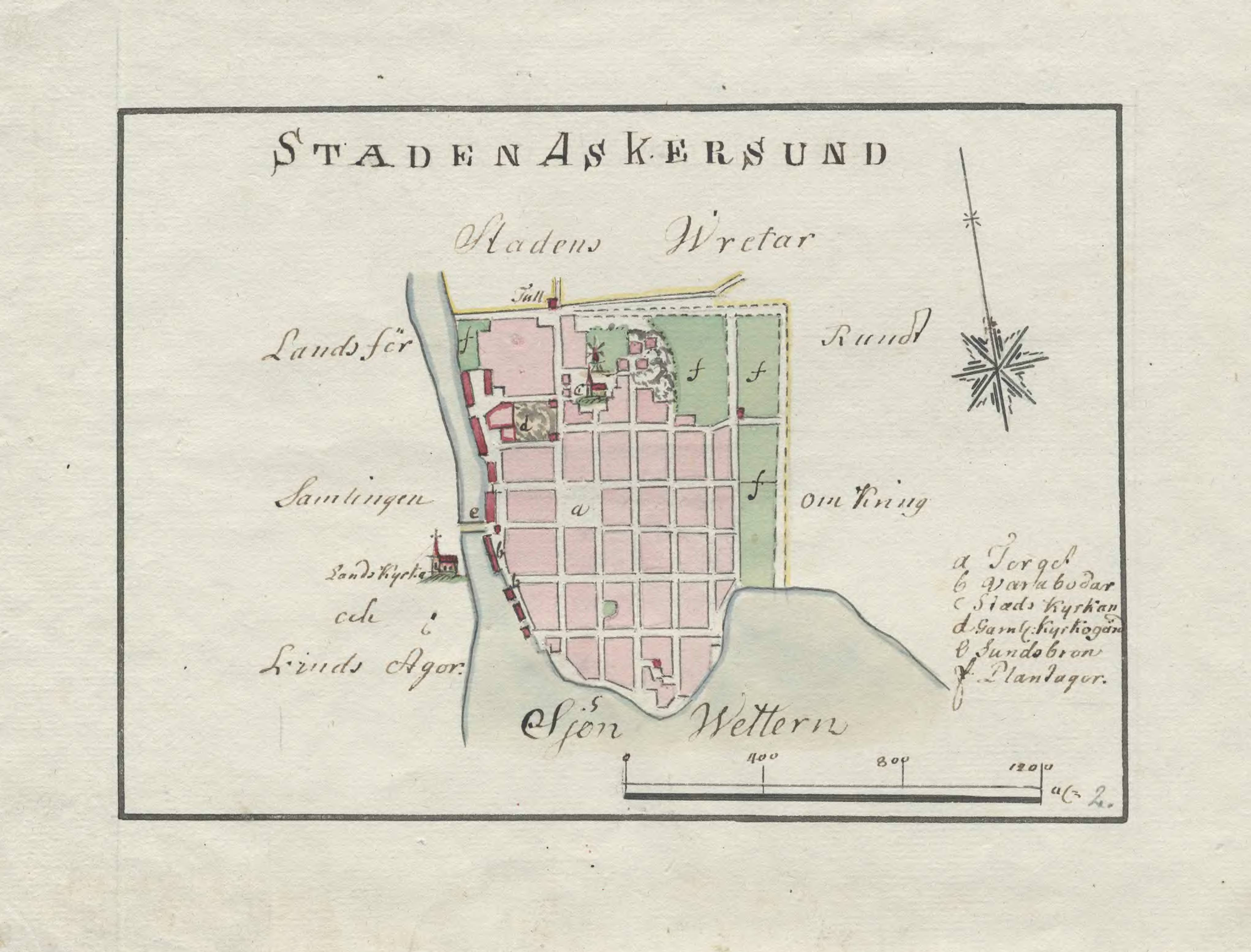
Karta över Askersund från 1790-talet

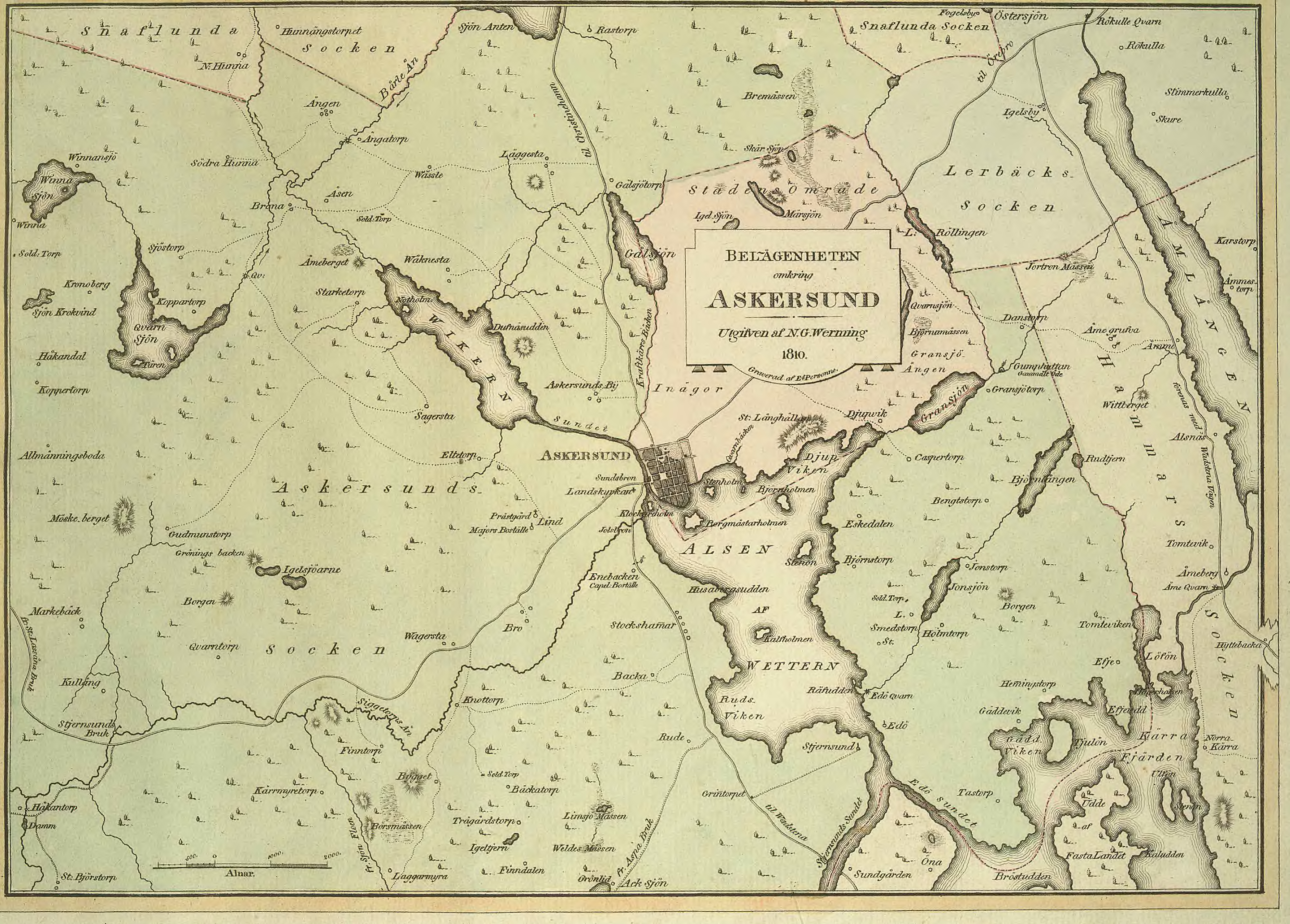
Karta över Askersund från 1810.

Askersund (uttalas med betoningen på sista stavelsen) är en tätort samt centralort i Askersunds kommun i Örebro län i södra Närke. Orten hade vid senaste tätortsavgränsningen (2010) 3 887 invånare, vilket motsvarar ungefär en tredjedel av hela kommunens invånarantal.
Stadskärnan är fortfarande präglad av sin trähusbebyggelse och sina båda kyrkor. Sofia Magdalena är ritad av Olof Tempelman och Askersunds landskyrka av Jean de la Vallée och Erik Dahlbergh. Staden ligger i utkanten av skogen Tiveden vid sjön Alsen som utgör nordligaste delen av Vättern och utmed sjön strax utanför staden ligger Husabergsudde med bad och camping. Från staden har man utsikt över Vättern och Tivedsskogen. På andra sidan vattnet syns prins Gustafs slott, Stjernsund.

## Historia
Askersund omnämns under 1300-talet med namnet Eskersund och på 1400-talet under namnet Askasund. Jöran Sahlgren menar att förleden syftar på en askdunge, och Alssundets utlopp i Alsen. Här möttes efter gammalt tre vägar och här fanns en skyddad hamn, som utgjorde en naturlig handelsplats för järnvarorna som producerades i trakten. Askersund blev under Johan III:s tid köping under Vadstena, då Sundbo härad fram till 1640 hörde under Finspånga läns härad i Östergötland. 23 juni 1643 bevilljades Askersund stadsprivilegier, vilka 22 oktober 1647 bekräftades. För stadens uppbyggnad erhölls i donation 1 mantal i Ullavi och 1/4 mantal i Gårdsjö, inom vilket utrymme staden ännu vid mitten av 1950-talet hade expanderat utom. Staden kom främst bli ett centrum för handel med spiksmide för den omgivande landsbygden. I själva staden bodde dock endast få smeder, i slutet av 1650-talet fanns här två smeder, i början av 1700-talet fanns här endast en smed. Staden hade dock svårt att överleva och 1650 beslutades att allt stångjärn som transporterades via Alsen från kringliggande bruk skulle vägas och beskattas i Askersund. Förutom smide handlade Askersundsborgarna med lantmannaprodukter, malt och brännvin på Bergslagen. Som staden ofta förväxlades med Askersunds socken och byn Askersund strax utanför staden, begärde borgarna 1664 att få kalla staden Carlsund. Efter lång betänketid avslogs begäran slutligen 1675. Under de första åren delade staden kyrka med Askersunds socken, men 1651 invigdes stadens första egna kyrka. 1657 fanns 127 innevånare över 15 år i staden, och den tycks av varit ganska välmående, särskilt under frihetstiden, om än aldrig särskilt stor. 1719 erhöll Askersund monopol på all handel med spik i Bergslagen. 1751 fick staden ett eget apotek.

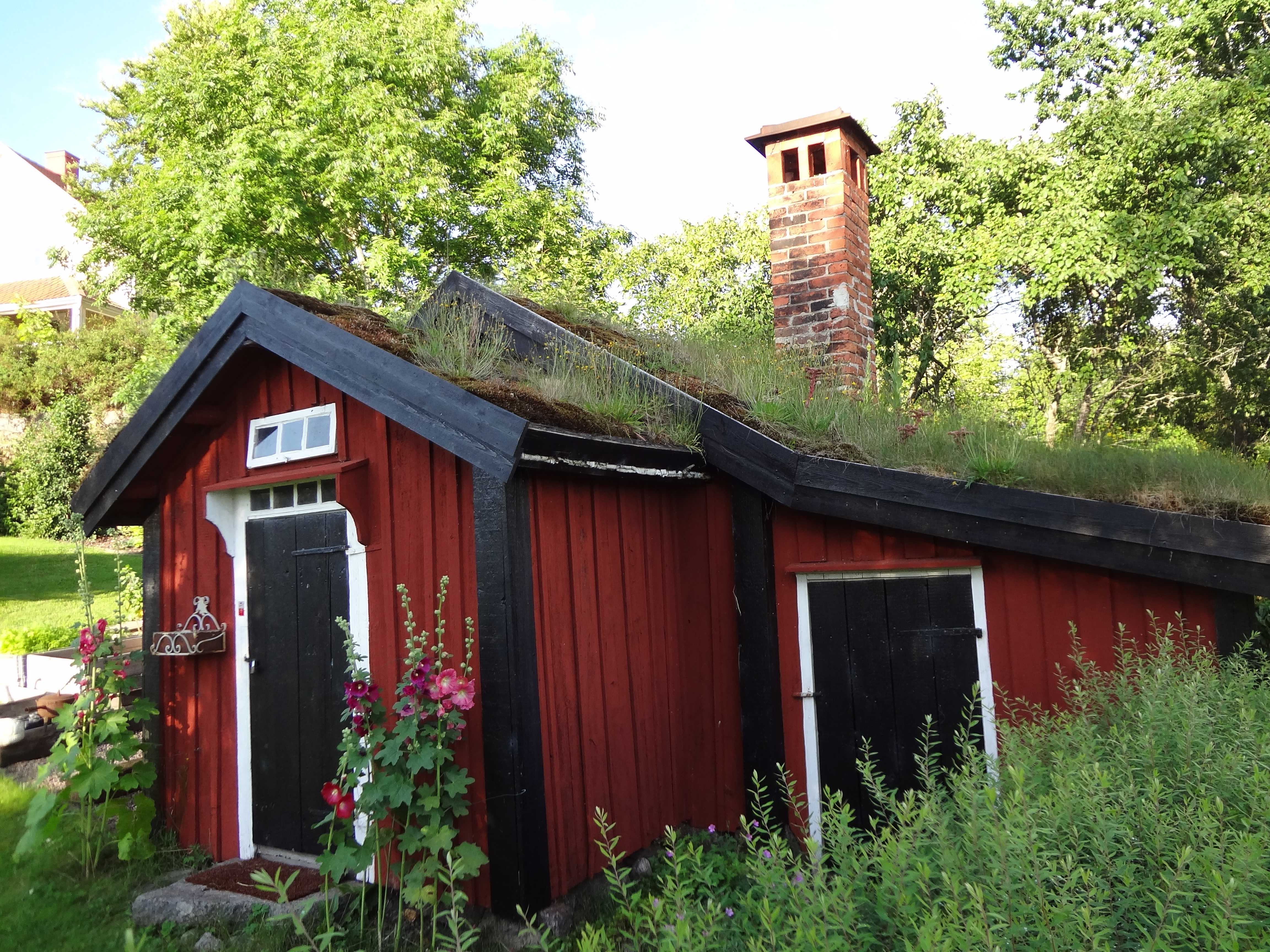
Askersunds äldsta hus, ett av husen som klarade sig undan branden 1776.

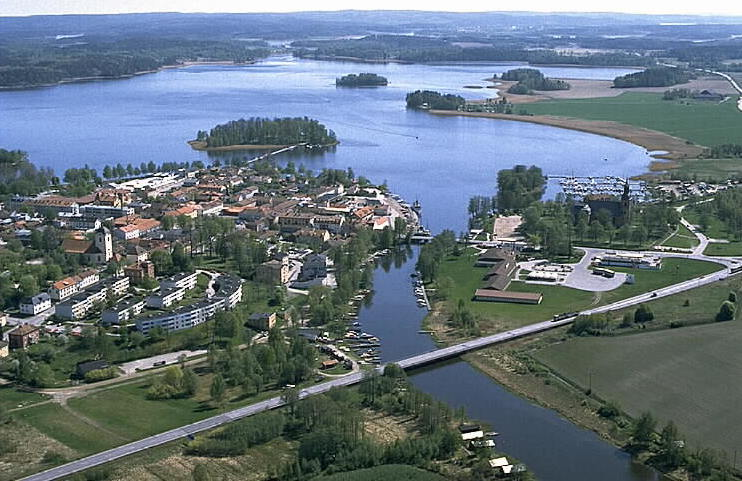
Flygfoto över Askersund och sjön Alsen.

Den 6 juni 1776 härjade en brand i Askersund och samma kväll var hela staden nedbränd, med undantag av 8-9 hus. 3 personer omkom i branden. En ny stad hade byggts upp 10 år senare "tack vare statshjälp och många frivilliga offergåvor". Några av husen som överlevde branden står i dag i Hembygdsgården i Askersunds stadspark.
I Askersund grundades år 1812 Askersunds flickskola, som var den andra skolan i Sverige som erbjöd seriös undervisning för elever av kvinnligt kön. 
1854 startade ett bolag ångbåtstrafik mellan Göteborg och Askersund, 1856 öppnades Askersunds första tryckeri och 1857 började utgivningen av stadens första tidning, Askersunds tidning. Samma år öppnades en telegrafstation, 1858 fick staden sin första bank och en vattenledning anlades 1875. I 1883–1884 anlades en smalspårig järnväg mellan Askersund och Skyllberg som därmed via Lerbäck anknöt staden till rikets järnvägsnät. 1854 anskaffades gatubelysning och 1899 fick staden elektricitet.

### Administrativa tillhörigheter
Från att ha varit kyrkby i Askersunds socken utbröts orten 1643 och blev Askersunds stad. Efter kommunreformen 1862 låg bebyggelsen sedan i stadskommunen Askersunds stad och före 1952 med en mindre del i Askersunds socken. Staden utökades 1952 med Askersunds socken, och orten utgjorde därefter, som dess centralort, en liten del av stadskommunens område. 1971 uppgick Askersunds stad i Askersunds kommun, och orten är sedan dess centralort i kommunen.
Askersund tillhörde från 1965 Askersunds församling, då det innan dess tillhört Askersunds stadsförsamling och med en del Askersunds landsförsamling. 2018 uppgick den församlingen i Askersund-Hammars församling.
Askersund tillhörde judiciellt till 1948 Askersunds rådhusrätt och därefter till 1971 Västernärkes domsagas tingslag. Från 1971 till 2001 ingick orten i Hallsbergs domsaga och den ingår sedan 2001 i Örebro domsaga.

### Befolkningsutveckling
| Befolkningsutvecklingen i Askersund 1960–2020 | Befolkningsutvecklingen i Askersund 1960–2020 | Befolkningsutvecklingen i Askersund 1960–2020 | Befolkningsutvecklingen i Askersund 1960–2020 | Befolkningsutvecklingen i Askersund 1960–2020 |
| --------------------------------------------- | --------------------------------------------- | --------------------------------------------- | --------------------------------------------- | --------------------------------------------- |
|                                               |                                               |                                               |                                               |                                               |
| År                                            |                                               |                                               | Folkmängd                                     | Areal (ha)                                    |
| 1960                                          | 1960                                          |                                               | 2 578                                         |                                               |
| 1965                                          | 1965                                          |                                               | 2 560                                         |                                               |
| 1970                                          | 1970                                          |                                               | 2 788                                         |                                               |
| 1975                                          | 1975                                          |                                               | 3 250                                         |                                               |
| 1980                                          | 1980                                          |                                               | 3 553                                         |                                               |
| 1990                                          | 1990                                          |                                               | 4 019                                         | 270                                           |
| 1995                                          | 1995                                          |                                               | 4 151                                         | 277                                           |
| 2000                                          | 2000                                          |                                               | 3 922                                         | 277                                           |
| 2005                                          | 2005                                          |                                               | 3 937                                         | 278                                           |
| 2010                                          | 2010                                          |                                               | 3 887                                         | 278                                           |
| 2015                                          | 2015                                          |                                               | 3 997                                         | 381                                           |
| 2020                                          | 2020                                          |                                               | 4 195                                         | 391                                           |
|                                               |                                               |                                               |                                               |                                               |

## Näringsliv
Askersund är en hamnstad vid Vättern och var före järnvägen en utskeppningshamn via Göta kanal av varor från den omkringliggande trakten, däribland Skyllbergs bruk. Ett bolag för båttrafik Göteborg–Askersund grundades 1850. Kajerna byggdes ut i mitten av 1860-talet.
Den normalspåriga Hallsberg-Motala-Mjölby Järnväg (HMMJ) öppnades 15 december 1873. Samtidigt hade Skyllbergs bruk låtit bygga en 4 km lång smalspårig (891 mm) bana som anslöt till HMMJ vid Lerbäck. 1885 byggdes även en bana från spikfabriken i Kårberg till Skyllbergs bruk. Den 4 december 1884 öppnades den 14 km långa smalspåriga Askersund-Skyllberg-Lerbäcks Järnväg (ASLJ). 
Ett tryckeri anlades 1856 av Carl Isak Fahlgren (född 1816 i Uppsala, död 1878), som året därpå grundade Askersunds Tidning, vars första nummer utkom 19 september 1857. Efter hans död döptes tidningen om till Askersunds Weckoblad och både tryckeriet och tidningen övertogs 1885 av Emil Andersson (då 23 år, död 1918). Han lät 1895 uppföra en röd tegelbyggnad vid Hospitalsgatan, som blev tidningens redaktion till slutet. Verksamheten blomstrade; bland annat trycktes Bibeln i Askersund omkring sekelskiftet. Tidningen utkom ursprungligen med ett nummer i veckan, från 1907 två gånger i veckan, från 1926 tre gånger. Upplagan nådde som mest 4200 exemplar. Redaktörskapet sköttes en kort tid av komminister Wilhelm Zetterstedt innan det 1917 gick vidare till Anderssons son Joel Haugard (1892–1949), som återtog det ursprungliga namnet Askersunds Tidning och skötte sysslan tills företaget 1947 såldes till Ljungkoncernen. Rörelsen utökades 1921 med bokbinderi. Tidningen lades ner 31 augusti 1956. Den konkurrerande Askersundstidningen Sydnerkingen gavs ut under 1891 under redaktion av Wilhelm Olaus Johansson.
De största företagen i Askersund är Zinkgruvan Mining, Munksjö Aspa bruk, Skyllbergs bruk, Abigo Medical och Alfapac.

### Bankväsende
Askersunds sparbank grundades år 1841 och var en fristående sparbank fram till 1981 när den uppgick i Örebro läns sparbank, senare en del av Swedbank.
Örebro enskilda bank öppnade ett avdelningskontor i Nora år 1858. Vadstena enskilda bank hade kontor i Askersund från 1860-talet. När Vadstenabanken upphörde mot slutet av 1870-talet öppnade istället Oskarshamns enskilda bank ett kontor i Askersund. Den 1 maj 1889 togs Oskarshamnsbankens kontor över av Smålands enskilda bank. Örebro enskilda bank uppgick senare i Skandinaviska banken som hade kontor i Askersund under resten av 1900-talet jämte sparbanken och Smålandsbanken.
Av storbankerna var SEB först att lämna Askersund, följt av Nordea som stängde den 16 december 2016. Den 27 april 2018 stängde även Swedbank. Handelsbanken öppnade ett nytt kontor i Askerund år 2017, som sedan 2019 ligger i en lokal som tidigare användes av Nordea.

## Askersund i kulturen
Många konstnärer har avbildat Landskyrkan, särskilt vyn från väster. Det gäller till exempel Agneta Swiden, Einar Forseth och Gunnar Brusewitz. Anna-Maria Lenngren har skrivit en dikt om Askersund. Orten gäller sedan Gustaf Henrik Mellins  roman Flickorna i Askersund (1832) som  "de vackra flickornas stad". 
Verner von Heidenstam var ofta hos sina morföräldrar, som vintertid bodde i Askersund. De ligger begravda på kyrkogården. Själv var han född på  Olshammarsgården sydväst om staden. Heidenstam återkommer ofta till Askersund och trakten däromkring i sina texter. Jan Mårtensson återvänder i sina böcker ofta till Askersund och omlandet.  Lars Winnerbäck spelade in sin första kassett i Askersund 1994.

## Namnet
Namnet Askersund härstammar från ordet "aeske" eller "aska" som var beteckningen på askdunge. Samhället låg vid ett sund som omgavs av askar, varför namnet blev "askdungen vid sundet" och så småningom Askersund.

## Personer från Askersund
se även Personer från Askersund
- Bertil Boo, sångare och skådespelare, uppväxt i orten.[24]
- Ebbe Gustaf Bring, biskop i Linköping
- Folke Dahlberg, författare och konstnär, uppväxt och verksam i orten.[24]
- Elis Fischer, bankdirektör och riksdagsman
- Magnus Hagberg, överintendent, född 1970
- Johan Fredrik Julin, konstnär
- Carl Gustav Kjerrström 1790-1857, rådman, verksam i orten.[24]
- Mikael Mogren, biskop och författare
- Johan Sevenbom, konstnär
- Agneta Swidén, konstnär

## Externa länkar

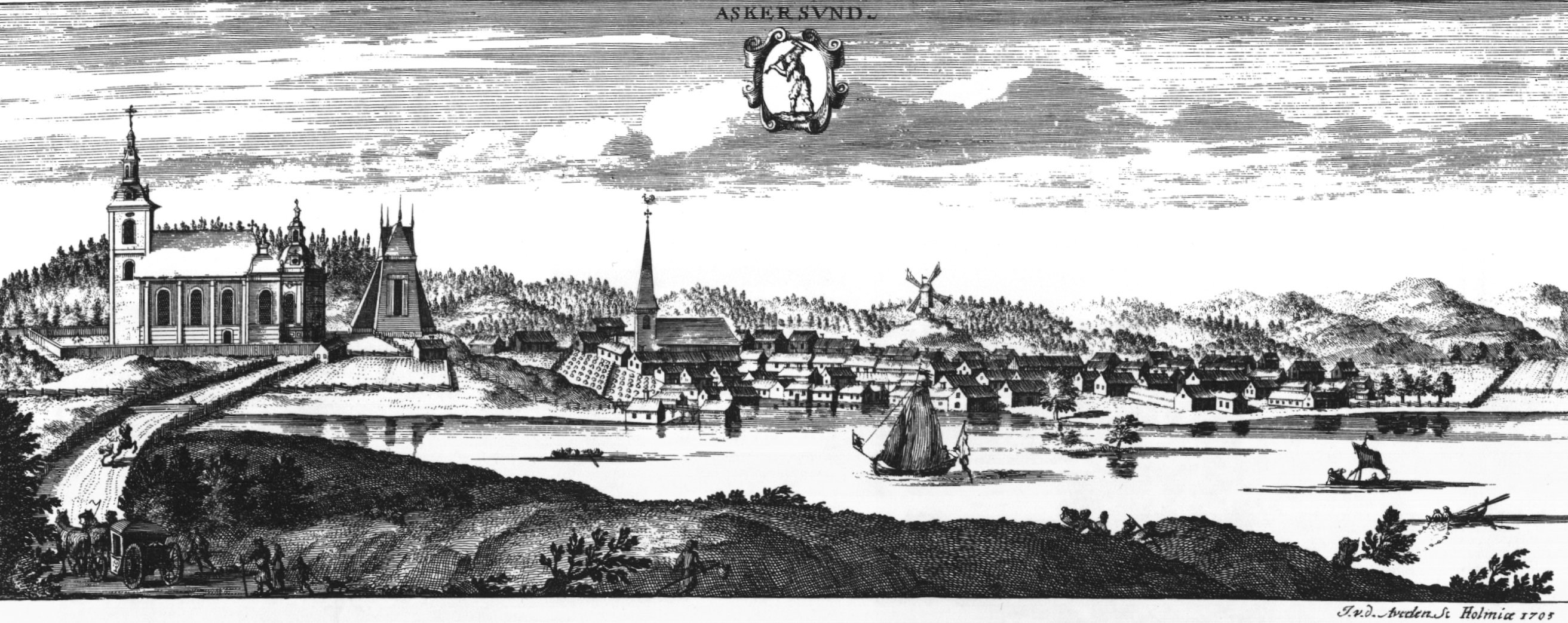
Askersund omkring år 1700. Ur Suecia antiqua et hodierna.